# ニチエイハム
ニチエイ・ハム株式会社は、群馬県伊勢崎市境下武士1461に本社（工場）を置く食品メーカーである。主にハム、ソーセージ、ベーコンの製造・販売を行っている。主な製品には、あらびきウインナー、黒胡椒ウインナー、唐辛子入りウインナー、ガーリックウインナー、串付きフランクフルトなどがある。オリジナル商品として、キムチが入った「キムチウインナー」や、葱が入った「ねぎウインナー」なども製造している。
「串付きフランクフルト」は楽天市場やヤフーショッピングなどのインターネット通販で好評を博し、ランキングでも上位を占めている。また、伊勢崎市のふるさと納税返礼品としても採用されており、ウインナーのセットは大変好評である。工場敷地内には冷凍自動販売機を設置し、製品の直販も行っている。

## 沿革
- 1965年　牛・豚枝肉卸売業からカット肉販売に切り替え。
- 1971年　有限会社境畜産を設立。
- 1975年　株式会社化、日本栄養加工食品工業株式会社に商号変更。
- 1977年　農林省JAS認定取得。
- 2022年　現社名「ニチエイ・ハム株式会社」へ商号変更。